# Богоматерь Меричельская
Богоматерь Меричельская (кат. Mare de Déu de Meritxell) — андоррская статуя Девы Марии, повествующая о Явлении Девы Марии. Богоматерь Меричельская — святая покровительница Андорры. Подлинник статуи известен с конца XII века. Тем не менее, часовня, в которой он был размещён, сгорела 8 сентября, и 9 сентября 1972 года статуя была разрушена. Копия статуи установлена в новой Меричельской часовне, созданной в 1976 году по проекту Рикардо Бофиля.
По мнению каталонского филолога Джоана Короминеса, слово «Meritxell» является уменьшительным от merig, произошедшего от латинского meridiem — полдень. Merig называют пастухов с солнечных пастбищ.

## История
В конце XII века, 6 января, жители деревни Меричель, шедшие на мессу в Канильо, обнаружили цветущий куст шиповника (дикой розы). Он зацвёл не по сезону, посреди зимы. Около куста нашли статую Богоматерь с младенцем.
Статую поместили в церковь Канильо. Но на следующий день статую снова обнаружили в том же кусте, где нашли ранее.
Статуя была перенесена к церкви в Энкаме. Однако, как и в предыдущий раз, статую вновь нашли в шиповнике на следующий день.
После череды таких случаев жители деревни Меричель поняли, что это знак, и решили построить новую часовню в своей деревне. Они обнаружили пространство, чудом не тронутое зимним снегом.
Богоматери Меричельской посвящена почтовая марка Андорры (испанская почта) 2015 года.

## Влияние
Меричель (кат. Meritxell) — сравнительно частое имя среди андоррских и каталонских женщин.
Носители:
- Меричель Лаванки — актриса.
- Меричель Матеу-и-Пи — министр иностранных дел Андорры.
- Меричель Батет Ламанья — член Совета Европы.